# Cominotto
Pour les articles homonymes, voir Cominotto (homonymie).
Cominotto, en maltais Kemmunett, parfois appelée Cominetto, est une petite île maltaise inhabitée d'une superficie de 0,25 km2. Cominotto se situe à cent mètres de distance à l'ouest de l'île de Comino dont elle est séparée par le détroit de Fliegu et dépend administrativement comme elle de la municipalité de Għajnsielem, dans le sud-est de l'île de Gozo.
Entre les deux îles, apparaissent les eaux transparentes et cyans du Lagon bleu (en maltais : Bejn il-Kmiemen, littéralement « Entre les Cominos »). Celui-ci est fréquenté par un nombre important de touristes et de vedettes qui le photographient pour sa baie pittoresque et son sable de qualité. Son environnement sous-marin est aussi privilégié par les baigneurs et les plongeurs. D'autres plages de Comino sont aussi fréquentées telles que St. Mary Bay (en maltais : Ramla ta' Santa Marija) et St. Nicholas Bay (en maltais : Bajja San Niklaw).